# Diàleg Àsia-Europa
Diàleg Àsia-Europa (en anglès, Asia–Europe Meeting, també conegut per les sigles ASEM) és un fòrum de diàleg polític entre Europa i Àsia per millorar les relacions i les diverses formes de cooperació entre els seus socis.
Fou oficialment establert l'1 de març de 1996 a la 1a Cimera ASEM (ASEM1) a Bangkok, Tailàndia, pels aleshores 15 Estats Membre de la Unió Europea (UE) i la Comissió Europea, els aleshores 7 Estats Membre de l'Associació de Nacions del Sud-est Asiàtic (ASEAN), i els països individuals de la Xina, Japó, i Corea del Sud. Ha tingut diverses ampliacions conforme s'ampliava la Unió Europea, a més d'haver-s'hi afegit Índia, Mongòlia, Pakistan i el Secretariat d'ASEAN el 2008, Austràlia, Nova Zelanda i Rússia el 2010, Bangladesh, Noruega i Suïssa el 2012, així com Croàcia i Kazakhstan el 2014.

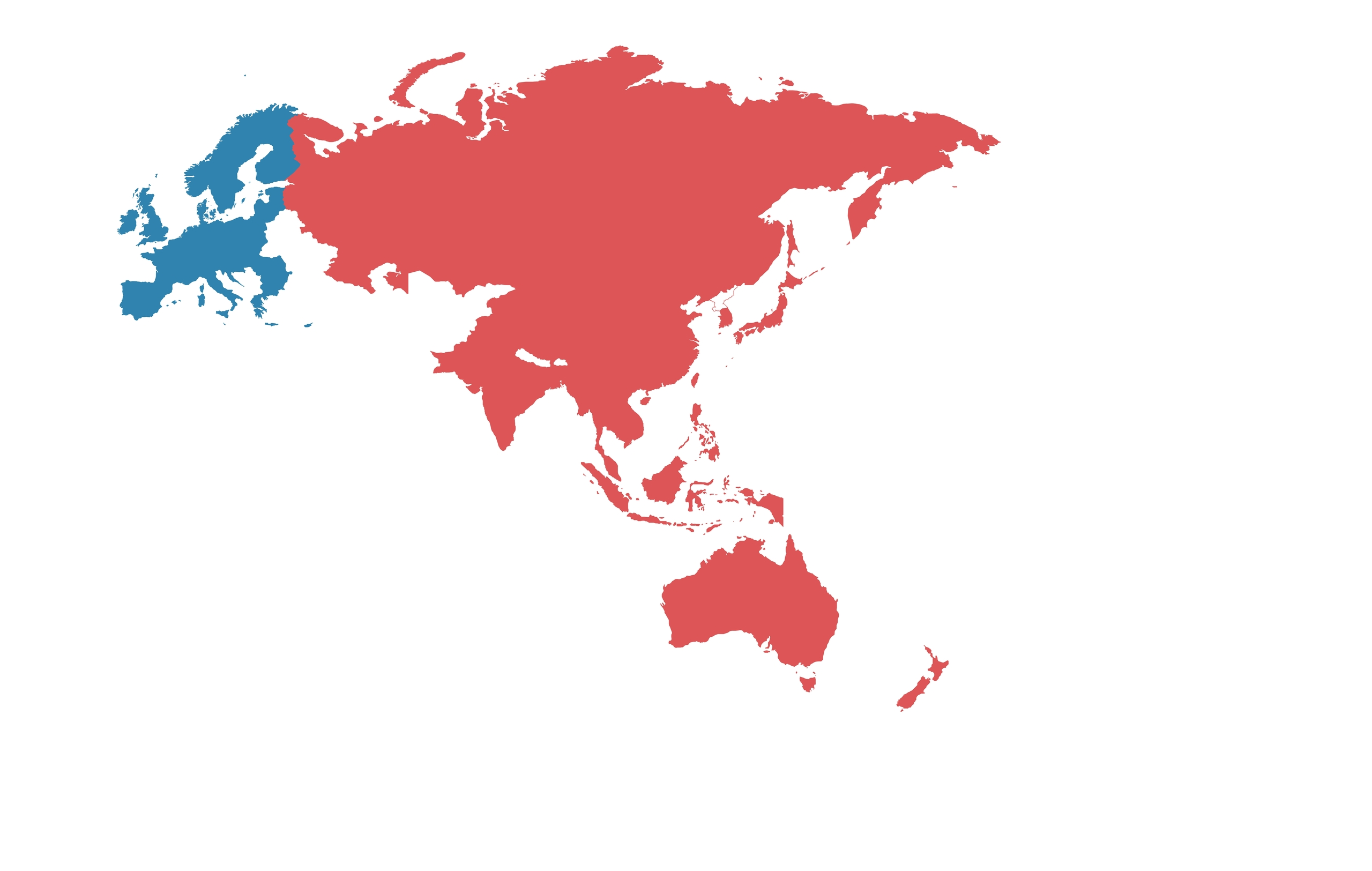
Mapa d'ASEM en blau i vermell

Els components principals de l'ASEM es poden resumir en el següent 3 pilars:
- Pilar Polític
- Pilar Econòmico-Financer
- Pilar Social, Cultural i Educatiu

En general, les trobades d'ASEM són considerades pels seus socis com una manera de millorar les relacions entre Àsia i Europa en tots els nivells, les quals són necessàries per tal d'aconseguir un ordre mundial polític i econòmic més equilibrat. El procés de diàleg s'articulen mitjançant les reunions biennals dels Caps d'estat i de Govern, que se celebren de manera alterna a Àsia i a Europa, i amb reunions biennals dels Ministres d'Afers Exteriors, així com altres reunions ministerials, i altres esdeveniments polítics, econòmics, i socials de diferent caire.

## Socis
La Societat d'ASEM actualment té 53 Socis: 51 països i 2 organitzacions regionals. Els països són Austràlia, Àustria, Bangladesh, Bèlgica, Brunei, Bulgària, Cambodja, Xina, Croàcia, Xipre, República Txeca, Dinamarca, Estònia, Finlàndia, França, Alemanya, Grècia, Hongria, Índia, Indonèsia, Irlanda, Itàlia, Japó, el Kazakhstan, Corea del Sud, Laos, Letònia, Lituània, Luxemburg, Malàisia, Malta, Mongòlia, Myanmar, els Països Baixos, Nova Zelanda, Noruega, Pakistan, Filipines, Polònia, Portugal, Romania, Rússia, Singapur, Eslovàquia, Eslovènia, Espanya, Suècia, Suïssa, Tailàndia, el Regne Unit i Vietnam, mentre que les organitzacions regionals involucrades són la Unió Europea i l'ASEAN.

## Reunions

### Cimeres d'ASEM
Les cimeres biennals se celebren de manera alterna a Àsia i a Europa, on assisteixen els Caps d'estat i de govern dels respectius països socis organitzacions:
- ASEM13: 2020, Phnom Penh, Cambodja
- ASEM12: 18–19 octubre 2018, Brussel·les, Bèlgica, auspiciada per la Unió Europea
- ASEM11: 15–16 juliol 2016, Ulan Bator, Mongòlia
- ASEM10: 16–17 octubre 2014, Milà, Itàlia
- ASEM9: 05–06 novembre 2012, Vientiane, Laos
- ASEM8: 04–05 octubre 2010, Brussel·les, Bèlgica
- ASEM7: 24–25 octubre 2008, Pequín, Xina
- ASEM6[Enllaç no actiu]: 10–11 setembre 2006, Helsinki, Finlàndia
- ASEM5: 08–09 octubre 2004, Hanoi, Vietnam
- ASEM4 Arxivat 2017-12-01 a Wayback Machine.: 22–24 setembre 2002, Copenhaguen, Dinamarca
- ASEM3: 20–21 octubre 2000, Seül, Corea
- ASEM2: 03–04 abril 1998, Londres, Regne Unit
- ASEM1: 01–02 març 1996, Bangkok, Tailàndia

### Reunions Ministerials d'ASEM
A banda de les cimeres, se celebren regularment les reunions ministerials sobre afers estrangers, financers, culturals, econòmics, educatius, de treball i ocupació, de transport, o assumptes mediambientals, on assisteixen els ministres pertinents:

#### Reunions dels Ministres d'Afers Exteriors d'ASEM (ASEM Foreign Ministers' Meetings, ASEMFMM)
- ASEMFMM14 Arxivat 2022-11-16 a Wayback Machine.: 15-16 desembre 2019, Madrid, Espanya
- ASEMFMM13: 20–21 novembre 2017, Naypyidaw, Myanmar
- ASEMFMM12: 05–06 novembre 2015, Luxemburg, Luxemburg
- ASEMFMM11 Arxivat 2022-11-16 a Wayback Machine.: 11–12 novembre 2013, Nova Delhi, India
- ASEMFMM10 Arxivat 2022-11-16 a Wayback Machine.: 06–07 juny 2011, Gödöllő, Hongria
- ASEMFMM9 Arxivat 2022-11-16 a Wayback Machine.: 25–26 maig 2009, Hanoi, Vietnam
- ASEMFMM8 Arxivat 2022-11-16 a Wayback Machine.: 28–29 maig 2007, Hamburg, Alemanya
- ASEMFMM7 Arxivat 2022-11-16 a Wayback Machine.: 06–07 maig 2005, Kyoto, Japó
- ASEMFMM6 Arxivat 2022-11-16 a Wayback Machine.: 17–18 abril 2004, Kildare, Irlanda
- ASEMFMM5 Arxivat 2022-11-16 a Wayback Machine.: 23–24 juliol 2003, Bali, Indonèsia
- ASEMFMM4 Arxivat 2022-11-16 a Wayback Machine.: 06–07 juny 2002, Madrid, Espanya
- ASEMFMM3 Arxivat 2022-11-16 a Wayback Machine.: 24–25 maig 2001, Pequín, Xina
- ASEMFMM2 Arxivat 2022-11-16 a Wayback Machine.: 29 març 1999, Berlín, Alemanya
- ASEMFMM1 Arxivat 2022-11-16 a Wayback Machine.: 15 febrer 1997, Singapur, Singapur

#### Reunions dels de Ministres de Finances d'ASEM (ASEM Finance Ministers' Meetings, ASEMFinMM)
- ASEMFinMM14: 2020, Dhaka, Bangladesh
- ASEMFinMM13 Arxivat 2022-11-16 a Wayback Machine.: 26 abril 2018, Sofia, Bulgària
- ASEMFinMM12 Arxivat 2022-11-16 a Wayback Machine.: 09–10 juny 2016, Ulan Bator, Mongòlia
- ASEMFinMM11 Arxivat 2022-11-16 a Wayback Machine.: 11–12 setembre 2014, Milà, Itàlia
- ASEMFinMM10 Arxivat 2022-11-16 a Wayback Machine.: 15 octubre 2012, Bangkok, Tailàndia
- ASEMFinMM9 Arxivat 2022-11-16 a Wayback Machine.: 17–18 abril 2010, Madrid, Espanya
- ASEMFinMM8 Arxivat 2022-11-16 a Wayback Machine.: 16 juny 2008, Jeju-do, Corea del Sud
- ASEMFinMM7 Arxivat 2022-11-16 a Wayback Machine.: 08–09 abril 2006, Viena, Àustria
- ASEMFinMM6 Arxivat 2022-11-16 a Wayback Machine.: 25–26 juny 2005, Tientsin, Xina
- ASEMFinMM5 Arxivat 2022-11-16 a Wayback Machine.: 05–06 juliol 2003, Bali, Indonèsia
- ASEMFinMM4 Arxivat 2022-11-16 a Wayback Machine.: 05–06 juliol 2002, Copenhaguen, Dinamarca
- ASEMFinMM3 Arxivat 2022-11-16 a Wayback Machine.: 13–14 gener 2001, Kobe, Japó
- ASEMFinMM2 Arxivat 2022-11-16 a Wayback Machine.: 15–16 setembre 1999, Frankfurt, Alemanya
- ASEMFinMM1 Arxivat 2022-11-16 a Wayback Machine.: 19 setembre 1997, Bangkok, Tailàndia

#### Reunions dels Ministres de Cultura d'ASEM (ASEM Culture Ministers' Meetings, ASEMCMM)
- ASEMCMM9: 2020, Àsia
- ASEMCMM8: 01-02 març 2018, Sofia, Bulgària
- ASEMCMM7 Arxivat 2022-11-16 a Wayback Machine.: 22–24 juny 2016, Gwangju, Corea del Sud
- ASEMCMM6 Arxivat 2022-11-16 a Wayback Machine.: 20–21 octubre 2014, Rotterdam, Països Baixos
- ASEMCMM5: 18–19 setembre 2012, Yogyakarta, Indonèsia
- ASEMCMM4: 08–10 setembre 2010, Poznań, Polònia
- ASEMCMM3: 21–24 abril 2008, Kuala Lumpur, Malàisia
- ASEMCMM2: 06–07 juny 2005, París, França
- ASEMCMM1: 03 desembre 2003, Pequín, Xina

#### Reunions dels Ministres d'Economia d'ASEM (ASEM Economic Ministers' Meetings, ASEMEMM)
- ASEMEMM8: 2019, Europa
- ASEMEMM7: 21–22 setembre 2017, Seül, Corea del Sud
- Reunió a alt nivell: 16-17 setembre 2005, Rotterdam, Països Baixos
- ASEMEMM5: 23–24 juliol 2003, Dalian, Xina
- ASEMEMM4: 18–19 setembre 2002, Copenhaguen, Dinamarca
- ASEMEMM3: 10–11 setembre 2001, Hanoi, Vietnam
- ASEMEMM2: 09–10 octubre 1999, Berlín, Alemanya
- ASEMEMM1: 27–28 setembre 1997, Makuhari, Japó

#### Reunions dels Ministres d'Educació d'ASEM (ASEM Education Ministers' Meetings, ASEMME)
- ASEMME8: 2021, Tailàndia
- ASEMME7 Arxivat 2022-11-16 a Wayback Machine.: 15-16 maig 2019, Bucarest, Romania
- ASEMME6: 21–22 novembre 2017, Seül, Corea
- ASEMME5: 27–28 abril 2015, Riga, Letònia
- ASEMME4: 12–14 maig 2013, Kuala Lumpur, Malàisia
- ASEMME3: 09–10 maig 2011, Copenhaguen, Dinamarca
- ASEMME2: 14–15 maig 2009, Hanoi, Vietnam
- ASEMME1: 05–06 maig 2008, Berlín, Alemanya

#### Conferències dels Ministres de Treball i d'Ocupació d'ASEM (ASEM Labour & Employment Ministers' Conferences, ASEMLEMC)
- ASEMLEMC5 Arxivat 2022-11-16 a Wayback Machine.: 03–04 desembre 2015, Sofia, Bulgària
- ASEMLEMC3: 12–14 desembre 2010, Leiden, Països Baixos
- ASEMLEMC2: 13–15 octubre 2008, Bali, Indonèsia
- ASEMLEMC1: 03 setembre 2006, Potsdam, Alemanya

#### Reunions dels Ministres de Transport d'ASEM (ASEM Transport Ministers' Meetings, ASEMTMM)
- ASEMTMM5 Arxivat 2022-11-16 a Wayback Machine.: 11-12 desembre 2019, Budapest, Hongria
- ASEMTMM4 Arxivat 2022-11-16 a Wayback Machine.: 26–28 setembre 2017, Bali, Indonèsia
- ASEMTMM3 Arxivat 2022-11-16 a Wayback Machine.: 29–30 abril 2015, Riga, Letònia
- ASEMTMM2: 24–25 octubre 2011, Chengdu, Xina
- ASEMTMM1 Arxivat 2022-11-16 a Wayback Machine.: 19–20 octubre 2009, Vílnius, Lituània

#### Reunions dels Ministres de Medi Ambient d'ASEM (ASEM Environment Ministers' Meetings, ASEMEnvMM)
- ASEMEnvMM4 Arxivat 2022-11-16 a Wayback Machine.: 22–23 maig 2012, Ulan Bator, Mongòlia
- ASEMEnvMM3 Arxivat 2022-11-16 a Wayback Machine.: 23–26 abril 2007, Copenhaguen, Dinamarca
- ASEMEnvMM2 Arxivat 2022-11-16 a Wayback Machine.: 12–13 octubre 2003, Lecce, Itàlia
- ASEMEnvMM1 Arxivat 2022-11-16 a Wayback Machine.: 17 gener 2002, Pequín, Xina

#### Conferència Ministerial d'ASEM sobre Seguretat de l'Energia (ASEM Ministerial Conference on Energy Security, ASEMESMC)
- ASEMESMC1: 17–18 juny 2009, Brussel·les, Bèlgica